# Gerhard Glück (Erziehungswissenschaftler)

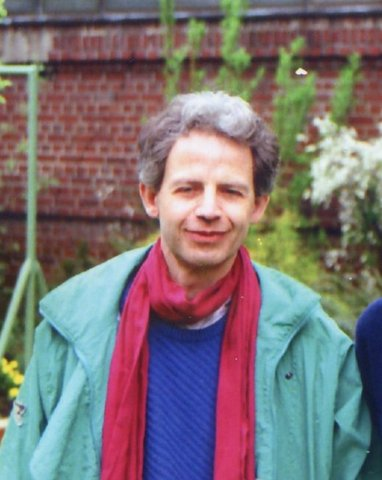
Gerhard Glück

Gerhard Glück (* 4. September 1941 in Ulm; † 11. August 2015 in Erkelenz) war ein deutscher Erziehungswissenschaftler und Hochschullehrer.

## Beruflicher Werdegang
Glück war zunächst Volksschullehrer. Nach einem Aufbaustudium an der Universität Tübingen wurde er 1970 mit einer empirischen Erhebung über Rechenleistung in der Grundschule zum Dr. phil. promoviert. Nach seiner Assistententätigkeit in Tübingen wurde er Professor für Schulpädagogik an der Pädagogischen Hochschule Rheinland (Abt. Neuss, 1976–1980), an der Technischen Hochschule Aachen (1980–1988) und 1988 – bis zu seiner Emeritierung im Jahre 2006 – an der Universität zu Köln.

## Arbeitsgebiete
Glück befasste sich zunächst mit theoretischen und praktischen Problemen der Unterrichtsforschung und erweiterte später seine Fragestellungen mit gestalttherapeutischen Aspekten. Im Rahmen seiner Arbeiten zur alternativen Erziehung erhielt er im Jahre 2003 – zusammen mit Annette Forkel – den Deutschen Lernspielpreis. Zu den Schwerpunkten seines Schaffens gehören auch seine Arbeiten zur Sexualpädagogik. Im Zusammenhang mit empirischen Erhebungen zur sexualerzieherischen Schulwirklichkeit entwarf Glück eine emanzipatorische Position, die er – wie er es selbst formulierte – im Anschluss an die „kirchenkritischen und freiheitlich-demokratischen Argumentationsstränge von Helmut Kentler, Friedrich Koch und Hans Heid“ sah und die andererseits an den Erkenntnissen der Humanistischen Psychologie orientiert war (Sexualpädagogische Konzepte, Seite 62).

## Veröffentlichungen (Auswahl)
- Generalisierung von Erfahrungen. Begründung des GDT-Verfahrens mit einem Beispiel aus der Unterrichtsforschung. Weinheim 1987.
- Heiße Eisen- kalte Füße? Eltern, Lehrer/innen und Jugendliche zur Sexualität und schulischen Sexualerziehung. In: Friedrich Koch (Hg.): Sexualerziehung und AIDS. Das Ende der Emanzipation? Hamburg 1992, Seite 111ff.
- Heiße Eisen in der Sexualerziehung. Wo sie stecken und wie man sie anfaßt. Weinheim 1990.
- Sexualpädagogische Konzepte. Köln 1998
- Lieber Celestin Freinet. Hohengehren 2006.
- Schulische Sexualerziehung gedeiht nur an den Rändern des Systems: Die freie "AG Sexpäd" für die Sekundarstufe I. In: Stefan Timmermanns, Elisabeth Tuider, Uwe Sielert (Hrsg.): Sexualpädagogik weiter denken. Postmoderne Entgrenzungen und pädagogische Orientierungsversuche. Weinheim und München 2004, Seite 295 ff.